# Roodebeek
Roodebeek – stacja metra w Brukseli, na linii 1. Zlokalizowana jest za stacją Tomberg i Vandervelde. Została otwarta 7 maja 1982.